# Larbre Compétition
Larbre Compétition est une écurie de course automobile française dirigée par Jack Leconte et basée sur le circuit du Val de Vienne.

## Historique
Larbre Compétition est une équipe française de course automobile fondée en 1988 par Jack Leconte. Basé au Circuit du Val de Vienne au Vigeant, Larbre a connu un succès considérable en Porsche Carrera Cup, au Championnat de France FFSA GT et au Championnat FIA GT. Avant de travailler avec de grands constructeurs automobiles comme Porsche, Ferrari et Chrysler, Larbre dirigeait l'une des escouades d'usine Aston Martin Racing de la série Le Mans où il avait remporté le championnat de la catégorie GT1 en 2006.
En 2008, Larbre a choisi de faire appel aux Saleen S7-R pour les Le Mans Series et le FFSA GT Championship. L'équipe a continué avec la GT1 Saleens lors de la saison 2009 du LMS, mais l'ACO a refusé une inscription pour les 24 Heures du Mans 2009.
En 2010, Larbre a de nouveau concouru avec la Saleen S7-R de 10 ans en Le Mans Series, avec les pilotes Fernando Rees, Gabriele Gardel et Patrice Goueslard. En 2010, les 24 Heures du Mans ont remporté la dernière victoire en catégorie LMGT1 avec le Saleen S7-R, ainsi que des victoires en championnat des Le Mans Series et de l'Intercontinental Le Mans Cup.
En 2011, la catégorie GT1 a été éliminée des courses sanctionnées par l'ACO, et l'ancienne catégorie GT2 (rebaptisée GTE) est devenue la première catégorie GT. L'équipe est entrée dans une Chevrolet Corvette C6.R dans la division GTE-Am de la série Le Mans et 24 Heures du Mans. L'équipe a remporté la catégorie GTE-Am des 24 Heures du Mans 2011 avec la Corvette et a également pris la deuxième place avec Porsche GT3 RSR. Ils ont également remporté le championnat ILMC GTE-AM et sont ainsi devenus la première équipe à remporter un championnat professionnel avec une Corvette C6.R GT2-spec.
En 2012 et 2013, Larbre a participé au Championnat du Monde d'Endurance de la FIA avec deux Corvette C6.Rs.
Pour 2014, Larbre a participé à la première course de la saison European Le Mans Series, les 4 Heures de Silverstone, avec Keiko Ihara et Gustavo Yacamán au volant d'une Morgan LMP2. L'équipe a également participé aux 24 Heures du Mans en tant qu'entrée ELMS avec l'ajout de Ricky Taylor.
Pour 2015, Larbre est actuellement en compétition avec une Chevrolet Corvette C7.R dans la catégorie GTE-Am du Championnat du Monde d'Endurance FIA avec les pilotes Gianluca Roda, Paolo Ruberti, Kristian Poulsen et Nicolai Sylvest. L'équipe continue en Championnat du Monde d'Endurance FIA en 2016, toujours avec une Corvette C7.R en GTE-Am. La gamme de pilotes se compose de Yatuka Yamagishi, Pierre Ragues et Paolo Ruberti.
En 2017, Larbre engage aux 24 Heures du Mans sa Corvette Art car dessinée par Ramzi Adek.

## Palmarès
- Championnat de France FFSA GT
  - Champion en 1997, 2003, 2008 et 2010

- Championnat FIA GT
  - Double Champion (équipe et pilotes) dans la catégorie N-GT en 2000 avec Christophe Bouchut et Patrice Goueslard
  - Double Champion (équipe et pilotes) en 2001 avec Christophe Bouchut et Jean-Philippe Belloc et en 2002 avec Christophe Bouchut
  - Champion (pilotes) en 2005 avec Gabriele Gardel

- Le Mans Series
  - Champion dans la catégorie GT1 en 2004, 2006 et 2010

- Asian Le Mans Series
  - Vainqueur de la catégorie GT1 en 2010

- 24 Heures du Mans
  - Vainqueur de la catégorie GT1 en 2010
  - Vainqueur de la catégorie GTE Am en 2011 et 2012

- Intercontinental Le Mans Cup
  - Champion dans la catégorie GT1 en 2010
  - Champion dans la catégorie GTE Am en 2011

- Championnat du monde d'endurance FIA
  - Trophée Endurance FIA des équipes LMGTE Am en 2012
  - Quatre victoires en 2012 aux 24 Heures du Mans, 6 Heures de São Paulo, 6 Heures de Fuji et 6 Heures de Shanghai

## Victoires
| Date              | Championnat    | Epreuve                    | Pilotes                      | Catégorie |
| ----------------- | -------------- | -------------------------- | ---------------------------- | --------- |
| 2001              | FIA GT         | Brno                       | Bouchut-Belloc               | GT1       |
| 2001              | FIA GT         | Zolder                     | Bouchut-Belloc               | GT1       |
| 2001              | FIA GT         | Spa-Francorchamps          | Duez-Bouchut-Belloc          | GT1       |
| 2002              | FIA GT         | Spa-Francorchamps          | Vosse-Bouchut-Terrien        | GT1       |
| 9 mai 2004        | Le Mans Series | 1 000 km de Monza          | Lamy-Bouchut-Zacchia         | LMGT1     |
| 4 juillet 2004    | Le Mans Series | 1 000 km du Nürburgring    | Lamy-Bouchut-Zacchia         | LMGT1     |
| 13 août 2004      | Le Mans Series | 1 000 km of Silverstone    | Lamy-Bouchut-Zacchia         | LMGT1     |
| 12 septembre 2004 | Le Mans Series | 1 000 km de Spa            | Lamy-Bouchut-Zacchia         | LMGT1     |
| 2005              | FIA GT         | Monza                      | Lamy-Gardel                  | GT1       |
| 2005              | FIA GT         | Brno                       | Lamy-Gardel                  | GT1       |
| 2005              | FIA GT         | Dubai                      | Lamy-Gardel                  | GT1       |
| 9 avril 2006      | Le Mans Series | 1 000 km d'Istanbul        | Lamy-Gardel-Vosse            | LMGT1     |
| 16 juillet 2006   | Le Mans Series | 1 000 km du Nürburgring    | Lamy-Gardel-Vosse            | LMGT1     |
| 10 novembre 2007  | Le Mans Series | Mil Milhas Brasil          | Zacchia-Bervillé-Fisken-Rees | LMGT1     |
| 23 août 2009      | Le Mans Series | 1 000 km du Nürburgring    | Bervillé-Dumez-Groppi        | LMGT1     |
| 11 avril 2010     | Le Mans Series | 8 heures du Castellet      | Gardel-Goueslard-Canal       | LMGT1     |
| 9 mai 2010        | FFSA GT        | Dijon-Prenois              | Bornhauser-Groppi            | GT3       |
| 13 juin 2010      | .              | 24 Heures du Mans 2010     | Gardel-Bervillé-Canal        | LMGT1     |
| 17 juillet 2010   | Le Mans Series | 1 000 km d’Algarve         | Gardel-Goueslard-Rees        | LMGT1     |
| 22 août 2010      | Le Mans Series | 1 000 km du Hungaroring    | Gardel-Goueslard-Rees        | LMGT1     |
| 13 juin 2011      | ILMC           | 24 Heures du Mans 2011     | Gardel-Canal-Bornhauser      | LMGTE Am  |
| 17 juin 2012      | WEC            | 24 Heures du Mans 2012     | Lamy-Canal-Bornhauser        | LMGTE Am  |
| 15 septembre 2012 | WEC            | 6 Heures de São Paulo 2012 | Rees-Canal-Bornhauser        | LMGTE Am  |
| 14 octobre 2012   | WEC            | 6 Heures de Fuji 2012      | Lamy-Canal-Bornhauser        | LMGTE Am  |
| 27 octobre 2012   | WEC            | 6 Heures de Shanghai 2012  | Lamy-Canal-Bornhauser        | LMGTE Am  |

## Galerie

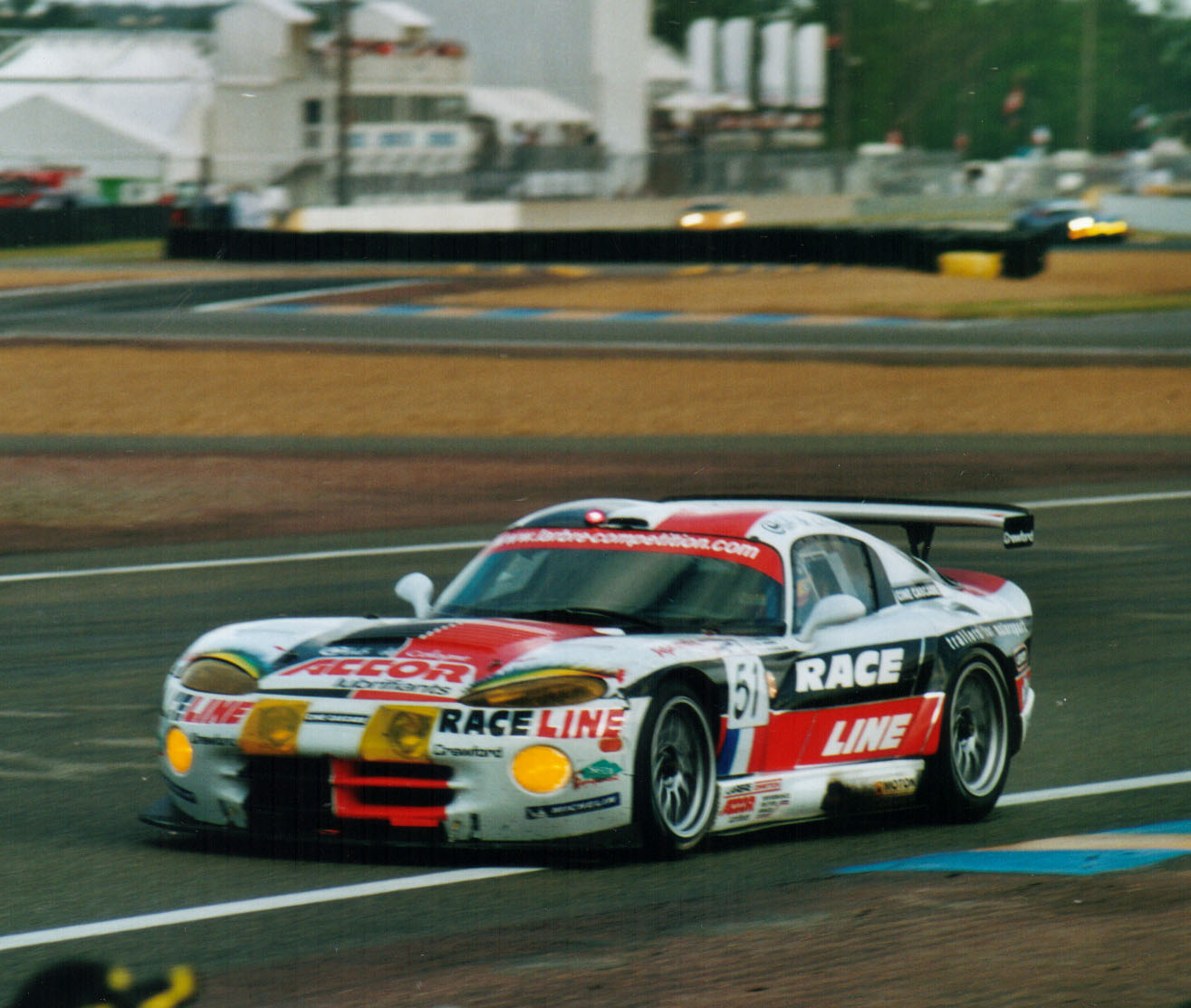
La Chrysler Viper GTS-R au Mans en 2002
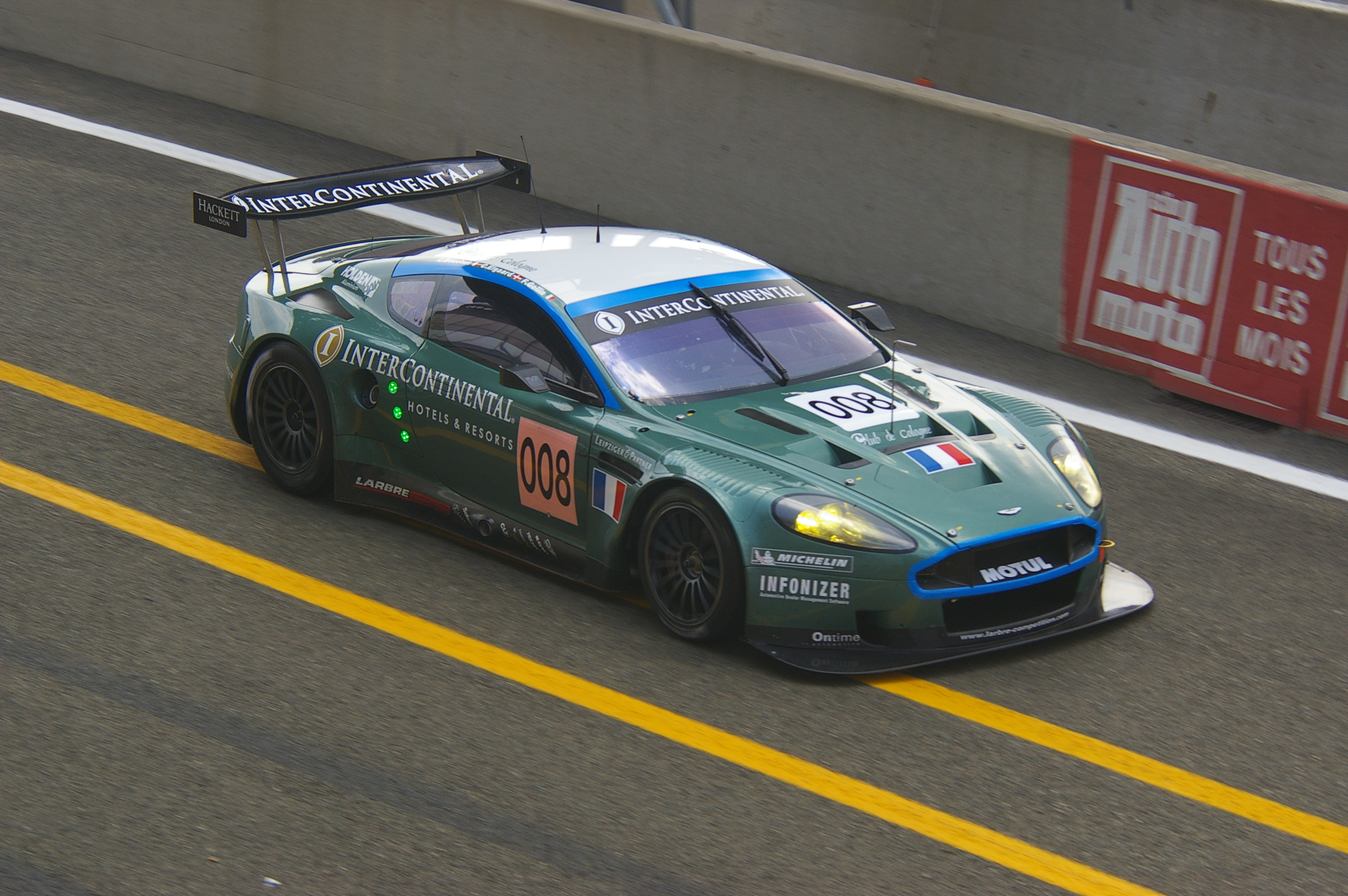
L'Aston Martin DBR9 au Mans en 2007
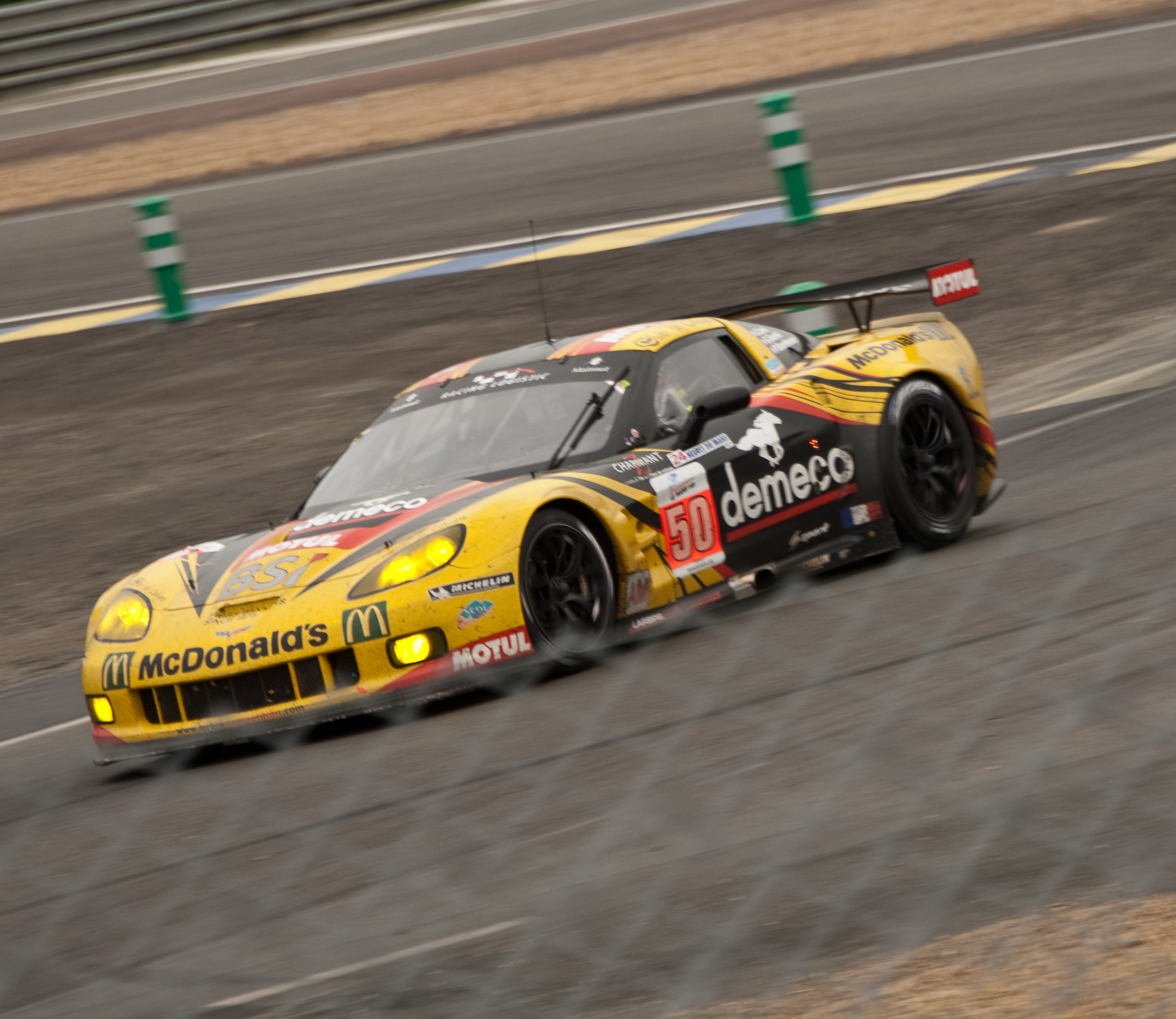
La Corvette au Mans en 2011
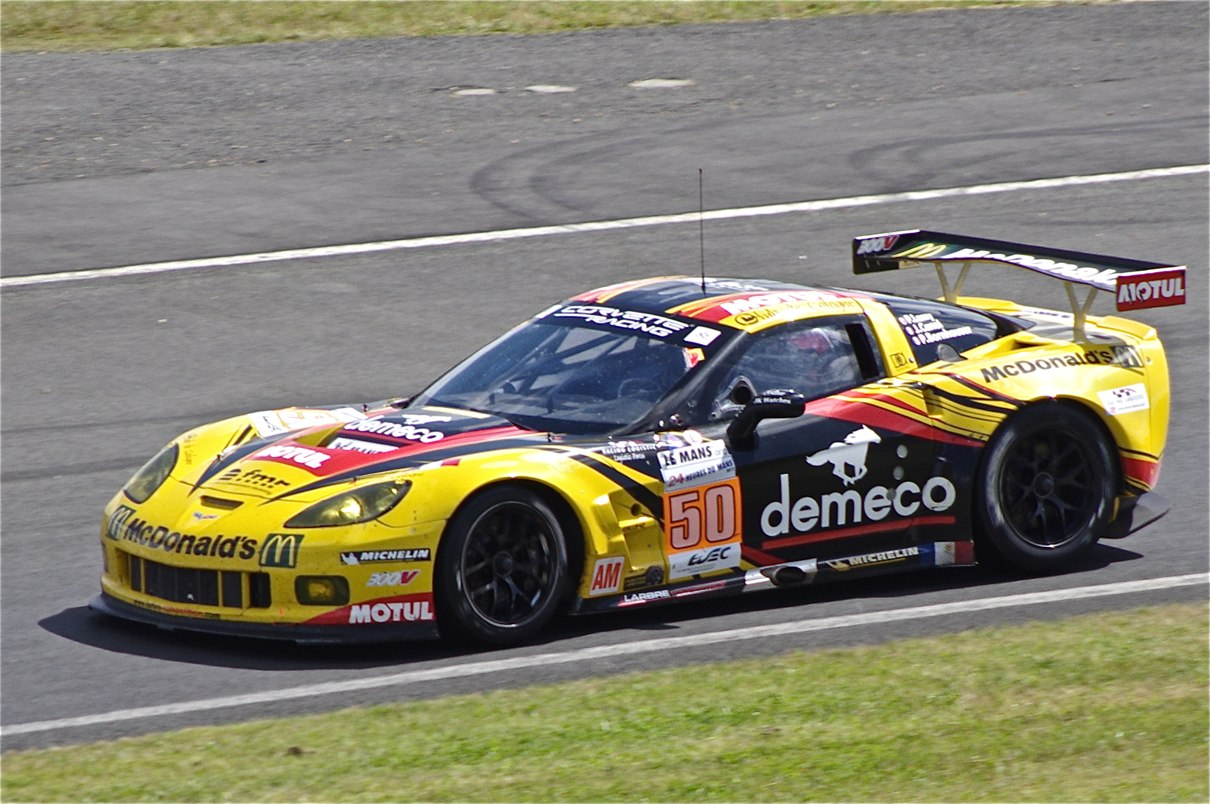
La Corvette au Mans en 2012

## Résultats en Championnat du monde d'endurance FIA
| Saison    | Catégorie | Écurie             | Châssis                     | Moteur                | Pneus    | Numéro | Courses | Courses | Courses | Courses | Courses | Courses | Courses | Courses | Courses | Points inscrits | Classement |
| Saison    | Catégorie | Écurie             | Châssis                     | Moteur                | Pneus    | Numéro | 1       | 2       | 3       | 4       | 5       | 6       | 7       | 8       | 9       | Points inscrits | Classement |
| --------- | --------- | ------------------ | --------------------------- | --------------------- | -------- | ------ | ------- | ------- | ------- | ------- | ------- | ------- | ------- | ------- | ------- | --------------- | ---------- |
| 2012      | LMGTE Am  | Larbre Compétition | Chevrolet Corvette C6.R GT2 | Chevrolet 5.5 L V8    | Michelin |        | SEB     | SPA     | LMS     | SIL     | SÃO     | BHR     | FUJ     | SHA     |         |                 |            |
| 2012      | LMGTE Am  | Larbre Compétition | Chevrolet Corvette C6.R GT2 | Chevrolet 5.5 L V8    | Michelin | 50     | Abd     | 4e      | 1er     | EX      | EX      | 4e      | 1er     | 1er     |         | 179             | 1er        |
| 2012      | LMGTE Am  | Larbre Compétition | Chevrolet Corvette C6.R GT2 | Chevrolet 5.5 L V8    | Michelin | 70     | 2e      | Abd     | 5e      | 5e      | 2e      | 5e      | 4e      | 5e      |         |                 |            |
| 2013      | LMGTE Am  | Larbre Compétition | Chevrolet Corvette C6.R GT2 | Chevrolet 5.5 L V8    | Michelin | 50     | SIL     | SPA     | LMS     | SÃO     | CDA     | FUJ     | SHA     | BHR     |         | 122             | 3e         |
| 2013      | LMGTE Am  | Larbre Compétition | Chevrolet Corvette C6.R GT2 | Chevrolet 5.5 L V8    | Michelin | 50     | 2e      | 3e      | 5e      | 6e      | 6e      | 8e      | 5e      | 4e      |         | 122             | 3e         |
| 2015      | LMGTE Am  | Larbre Compétition | Chevrolet Corvette C7.R     | Chevrolet 5.5 L V8    | Michelin | 50     | SIL     | SPA     | LMS     | NÜR     | CDA     | FUJ     | SHA     | BHR     |         | 52              | 7e         |
| 2015      | LMGTE Am  | Larbre Compétition | Chevrolet Corvette C7.R     | Chevrolet 5.5 L V8    | Michelin | 50     | 7e      | Abd     | Abd     | 5e      | 7e      | 4e      | 5e      | 6e      |         | 52              | 7e         |
| 2016      | LMGTE Am  | Larbre Compétition | Chevrolet Corvette C7.R     | Chevrolet 5.5 L V8    | Michelin | 50     | SIL     | SPA     | LMS     | NÜR     | MEX     | CDA     | FUJ     | SHA     | BHR     | 112             | 5e         |
| 2016      | LMGTE Am  | Larbre Compétition | Chevrolet Corvette C7.R     | Chevrolet 5.5 L V8    | Michelin | 50     | 3e      | 3e      | 8e      | 3e      | Abd     | 3e      | 6e      | 5e      | 5e      | 112             | 5e         |
| 2018-2019 | LMP2      | Larbre Compétition | Ligier JS P217              | Gibson GK428 4.2 L V8 | Michelin | 50     | SPA     | LMS     | SIL     | FUJ     | SHA     | SEB     | SPA     | LMS     |         | 85              | 5e         |
| 2018-2019 | LMP2      | Larbre Compétition | Ligier JS P217              | Gibson GK428 4.2 L V8 | Michelin | 50     | 6e      | 12e     | 6e      | 5e      | 6e      | 4e      | 7e      | 12e     |         | 85              | 5e         |